# قتل گوستاو سوم
گوستاو سوم سوئد، پادشاه سوئد در شانزدهم مارس ۱۷۹۲ به ضرب گلوله یاکوب یوهان آنکارستروم در یک مراسم بالماسکه در اپرای سلطنتی سوئد در استکهلم به قتل رسید. روزنامه‌های آن زمان نوشتند؛ "جمعه گذشته در تاریخ شانزدهم مارس ۱۷۹۲ سه چهار ساعت مانده به ۱۲ شب، یک شخص ماسکدار ناشناس در میان ازدحام به شاه شلیک کرد و گلوله به لگن چپ، نزدیک ستون فقرات او اصابت کرد."

## توطئه
جنگ‌های تهاجمی گوستاو سوم علیه روسیه، اقدامات بی ملاحظه و اجرائیات ۱۷۸۹ مبنی بر قانون اتحادیه و امنیت و از همه مهمتر کودتای ۱۷۷۲ گوستاو سوم، خشم اشراف را از هر طرف نسبت به پادشاه برانگیخته بود. در زمستان ۹۲–۱۷۹۱ اشراف توطئه‌ای چیدند تا شاه را برکنار کنند و شیوه حکومت را اصلاح کنند.
بر اساس شواهد، در مرکز این توطئه ژنرال کارل فردریک پکلین قرار داشت. در خانه‌اش واقع در بلاسی هولمن، انقلابی جهت براندازی طرح‌ریزی می‌شود. محفلی متشکل از پکلین، برادران ون انگستروم، یاکوب و یوهان، کارل پونتوس لیلیهورن و یوهان توره بیالکه نقشه اصلاح قانون اساسی را کشیدند. اما حلقه طراحان قتل شاه تنگتر بود و شامل یاکوب یوهان آنکارستروم، آدولف ریبینگ و کلاس فردریک هورن بود.
سوء قصد، نفرت شخصی آنکارستروم، ریبینگ و هورن را نیز فرومی‌نشاند. بارها در ژانویه ۱۷۹۲ آنها تلاش کردند تا نقشه‌شان را عملی کنند اما نتوانستند. سرانجام آنها تصمیم گرفتند که در یک مراسم باله با ماسک در اپرا شاه را به قتل برسانند. آنها تصمیم گرفتند این کار را در شب نهم مارس انجام دهند. اما آن شب بسیار سرد بود و آنها تا زمان باله بعدی در شانزدهم مارس صبر کردند. ریبینگ گزارش نحوه کار را به پکلین می‌داد و اینکه امکان مشارکت هنگهای نظامی زیادی همراه با شهروندان در انقلاب وجود دارد. در روز قتل تعدادی از توطئه گران در خانه پکلین جمع شدند و راجع به شرایط بعد از نابودی شاه گفتگو کردند. ریبینگ، هورن و آنکارستروم در بعد از ظهر آن روز تشکیل جلسه داده و تصمیم گرفتند که هر سه در مراسم باله با ماسک شرکت کنند. بعد از آن آنکارستروم به خانه رفت و در آنجا دو عدد تپانچه را با گلوله و ساچمه و میخ پرکرد. همزمان یک چاقوی قصابی را تیز و آماده کرد. او همراه هورن راهی اپرا شد. آنها ماسک‌های سفید و لباس‌های دومینه‌ای سیاه بر تن داشتند. ریبینگ لحظه‌ای بعد از آنها وارد اپرا شد.

## سوء قصد

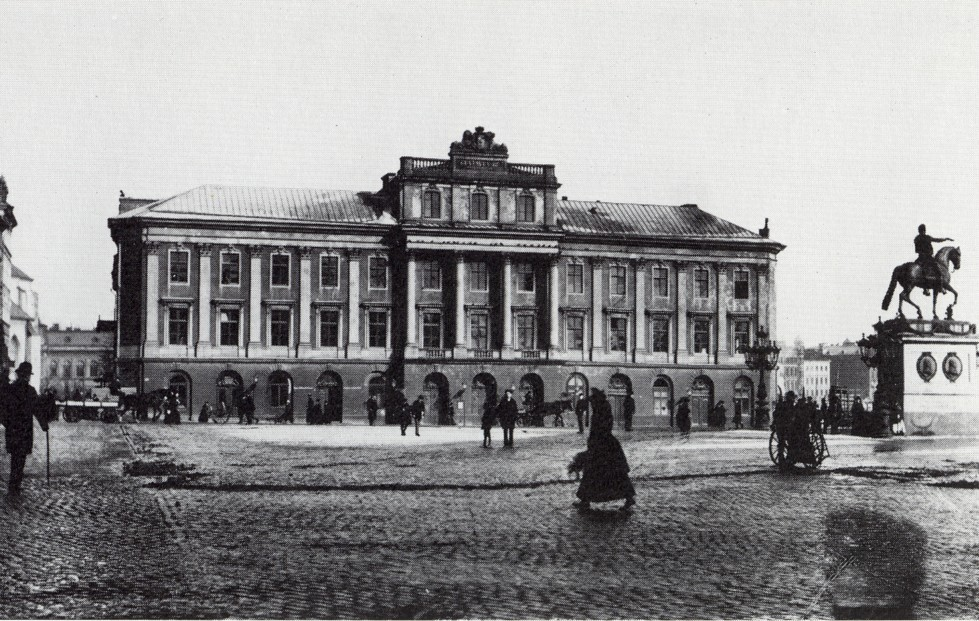
اپرای سلطنتی سوئد در سال ۱۸۸۰

شاه و تعدادی از دوستانش در شب شانزدهم مارس ۱۷۹۲ بعد از خوردن یک سوپ سبک می‌خواستند که به مراسم باله با ماسک بپیوندند. سوپ در اپرا سرو شد. در جایی که به طبقه شاه معروف بود و در طبقه بالا پشت چهار ستون روبروی نرمالمس توری که امروزه گوستاو ادولف توری خوانده می‌شود و در اپرای قدیمی قرار داشت. این اپرای قدیمی اکنون تخریب شده است.
هنگامی که شاه و دوستانش مشغول خوردن سوپ بودند کارل ماگنوس تیگرستدت با یک نامه به سوی شاه آمد. نامه به زبان فرانسوی بود. شاه نامه را در جیبش گذاشت و از او پرسید چه کسی این نامه را به تو داده است. بعد از صرف دسر، شاه نامه را به هانس هنریک ون اسن، اسطبلدار سلطتنی که کنارش نشسته بود نشان داد. نامه تهدید آمیزی که نویسنده آن ناشناس بود، اما در واقع کارل پونتوس لیلیهورن آن را نوشته بود. ون اسن بسیار نگران شد. او با نگرانی از شاه خواست که به پایین و رقص باله نرود. شاه در جواب به او می‌گوید که:«می‌خواهی آنان تصور کنند که من ترسیده‌ام؟» او از شاه می‌خواهد که حداقل زرهی را در زیر لباسهای خود بپوشد. شاه از این کار سر باز می‌زند و ماسک و شنل ابریشمی سنگین و کلاه مثلثی خود را می‌پوشد.
در کنار پنجره‌ای که به اوکس اوگات یا چشم گاو مشهور است، شاه می‌ایستد و پایین را زیر نظر می‌گیرد.

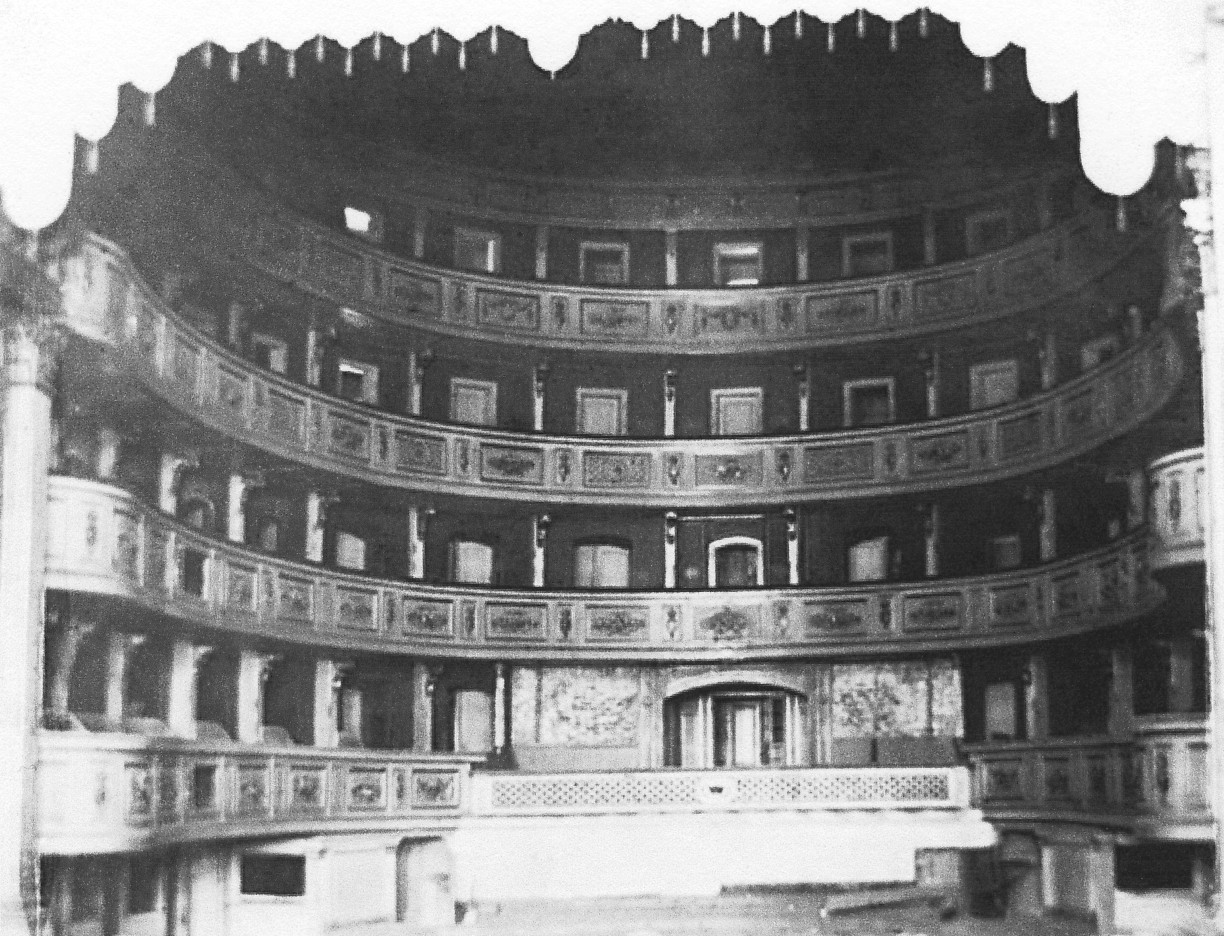
نمای داخلی سالن اپرای سلطنتی سوئد به تاریخ ۱۸۹۰ میلادی

شاه یک ربع در آنجا می‌ایستد و سپس دست در دست ون اسن از میان جایگاه مخصوص به سوی سن اوپرا می‌رود.
ارکستر که رهبری آنرا کلوس برعهده داشت، آهنگ ششمین دور کونترادانس را می‌نواخت. ترومپت نواز سلطنتی، اورنبری، از جایگاه خود می‌دید که چگونه شاه سریعاً توسط مردانی با کلاه‌های سیاه و لباس‌های دومینه‌ای و ماسک‌های سفید محاصره شده است. یکی از آنها رو به شاه کرده و به زبان فرانسه می‌گوید:"عصر بخیر، زیبا ماسک!" و پس از این سخنان یاکوب یوهان آنکارستروم از فاصله نزدیک به پشت شاه شلیک می‌کند. شاه در حالی که تلو تلو می‌خورد فریاد می‌زند: "آخ، من زخمی شده‌ام!" و به طرف ون اسن می‌رود. لوون هیلم که صدای شلیک را شنیده است به طرف شاه می‌دود و از ون اسن می‌پرسد که "چه اتفاقی افتاده است؟" ون اسن جواب می‌دهد که "یک جانی به شاه شلیک کرده است." لوون هیلم شمشیرش را می‌کشد و راه را بر جماعت کنجکاو و فضول می‌بندد. همزمان همدستان آنکارستروم فریاد می‌زنند:" آتش! آتش‌سوزی شده است". اما تلاش آنها بیفایده است؛ آجودان مخصوص شاه، کارل فردریک پولت، با صدای بلند دستور می‌دهد که درها را ببندند و این کار سریعاً عملی می‌شود.
شاه که هنوز حواسش جمع بود می‌گوید: «دستگیرش کنید ولی به او صدمه نزنید». و بعد از لحظه‌ای می‌گوید: «من احساس ضعف می‌کنم، مرا به اتاقم ببرید.» سپس شاه را به اتاقش برده و او می‌تواند در آنجا استراحت کند. بلافاصله بعد از آن، رئیس پلیس نیلس هنریک لیلینسپاره به محل جرم می‌آید و تمامی حضار ماسکشان برداشته شده و بازجویی می‌شوند.

لباسی که شاه گوستاو سوم در شب ۱۶ مارس ۱۷۹۲ و در مراسم بالماسکه پوشیده بود

## روز اول بعد از سوء قصد
دو تپانچه، یکی پر و دیگری شلیک شده و یک کارد قصابی در محل پیدا می‌شود. آنکارستروم بلافاصله دستگیر می‌شود. او در اولین بازجویی به جرم خود اعتراف می‌کند اما انکار می‌کند که شخص دیگری هم دست او بوده است. اما صادقانه اذعان می‌کند که در این اواخر با عالیجنابان کلاس هورنس و آدولف ریبینگ رفت‌وآمد داشته است. این سه همچنین در جشن نیز با هم مصاحبت داشته‌اند.

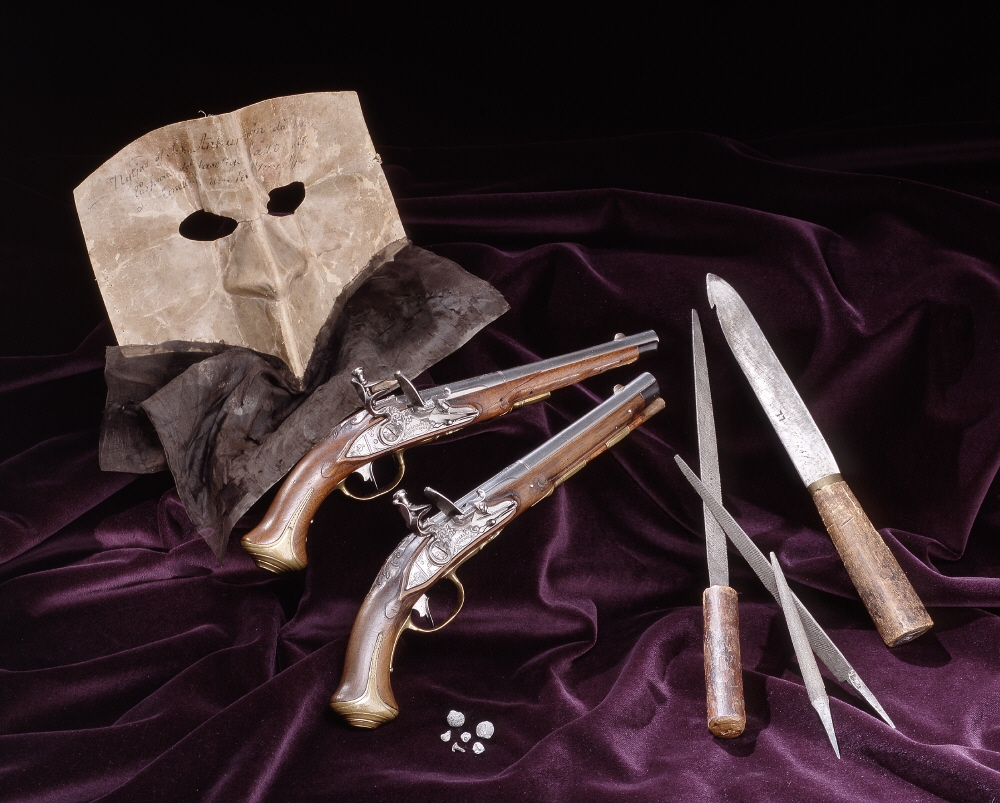
تپانچه‌ها و کاردهای قصابی آنکارستروم

لیلیسپاره در طی یک بازجویی از آنکارستروم بچه‌های او را می‌بیند. او قول می‌دهد که هر کاری برای کاهش این فلاکت انجام دهد. آنکاستروم مقاومت را می‌شکند و می‌گوید که هورن و ریبینگ نیز در این کار دست داشته‌اند. بعد او یک اعتراف کامل می‌کند و می‌گوید که تپانچه‌هایی که به کار برده است متعلق به هورن بوده است. برعس او ریبینگ سرسخت تر بوده و اعترافش طول می‌کشد. شاه گوستاو سوم که ساچمه‌های زیادی در بدن دارد نمی‌داند که بزودی خواهد مرد. او سیزده روز بعد از شلیک می‌میرد. او دستور می‌دهد که آنکارستروم و همدستانش بخشیده شوند.

## چه کسانی دادگاهی شدند؟
به نظر می‌رسد که آنکارستروم به شکلی خاص از سوی عالیجنابان آدولف ریبینگ و فردریک هورن جهت حذف پادشاه پشتیبانی شده است. هر دوی آنها به مرگ محکوم شدند. اما مورد عفو قرار گرفته و تبعید شدند. آدولف ریبینگ هنگامی که لویی شانزدهم در فرانسه اعدام شد به میان مردم رفت و هورا کشید. او لقبی نیز تحت عنوان شاه کش برای خود کسب کرد. مادام دواستائل گاهی او را شاه کش زیبا صدا می‌کرد.
بعضی از مجرمان دیگر به حبس ابد در قلعه کارلستن و واربری محکوم شدند.
آنکارستروم به تحقیر علنی و مرگ محکوم شد. او در ۲۷ آوریل ۱۷۹۲ در استکهلم اعدام شد.